# Héctor Chumpitaz
Héctor Eduardo Chumpitaz González, est un footballeur péruvien, né le 12 avril 1944 à Cañete. 
Reconnu comme l'un des meilleurs défenseurs de tous les temps, il est inclus parmi les 100 meilleurs joueurs de l'histoire de la Coupe du monde par la FIFA en 2018. Il est également membre de la « Sélection historique de la Copa América » désignée par la CONMEBOL. 
Joueur majeur de l'histoire du football péruvien, il a passé la plus grande partie de sa carrière dans les clubs de l'Universitario de Deportes – cinq fois champion du Pérou et finaliste de la Copa Libertadores 1972 – et du Sporting Cristal (trois fois champion national). 
Ses grandes capacités défensives, doublées d'une excellente lecture du jeu, ainsi que sa forte personnalité l'ont mis au même niveau que d'autres défenseurs sud-américains de renom tels Elías Figueroa, José Nasazzi et Daniel Passarella.
Chumpitaz a été capitaine de l'équipe de l'Amérique qui a disputé un match amical contre les stars européennes, parmi lesquelles Giacinto Facchetti, Eusebio, Johan Cruyff (qui était le capitaine de l'Europe). C'est à la suite de ce match, qu'il reçut le surnom de Capitán de América.
Au niveau de l'équipe nationale, il a été pendant près de quinze ans le capitaine et le grand rempart défensif de l'équipe du Pérou, sélection qui a remporté la Copa América 1975 et a atteint par deux fois les quarts de finale de la Coupe du monde au Mexique et en Argentine.
Du reste, il occupe la 35e place au classement du meilleur joueur sud-américain du XXe siècle publié par l'IFFHS en 2004, en plus d'être l'un des défenseurs sud-américains les plus prolifiques (65 buts en 456 apparitions) qui le situent dans le top 50 des meilleurs buteurs jouant en défense en première division.
Il a actuellement une école de football qui porte son nom, où il se consacre à la formation des mineurs.

## Biographie

### Carrière en club
Héctor Chumpitaz fait ses débuts en 1re division péruvienne au sein du Deportivo Municipal en 1964. Mais c'est avec l'Universitario de Deportes qu'il se fait un nom en remportant cinq fois le championnat du Pérou en 1966, 1967, 1969, 1971 et 1974.
Passé par le CF Atlas au Mexique entre 1975 et 1977, il revient au Pérou afin de jouer pour le Sporting Cristal où il remporte trois fois encore le championnat du Pérou en 1979, 1980 et 1983.

### Carrière internationale
Chumpitaz commence sa carrière internationale le 3 avril 1965, à l'occasion d'un match amical contre le Paraguay. Lors des qualifications à la coupe du monde 1970, l'équipe du Pérou tient en échec l'Argentine à Buenos Aires (2-2) et l'élimine de la course à la Coupe du monde 1970. Lors de ce Mondial, il contribue au bon parcours de sa sélection - un but marqué face à la Bulgarie - qui se hisse jusqu'en quarts de finale.
Cinq ans plus tard, il remporte en tant que capitaine du Pérou la Copa América en 1975. Il dispute la Coupe du monde 1978 où les Péruviens terminent premiers de leur groupe avant de succomber lors du second tour, notamment aux mains de l'hôte argentin qui inflige à la Blanquirroja une sévère correction de six buts à zéro, score qui soulève à l'époque la polémique. Il met fin à sa carrière internationale en août 1981, après avoir éliminé l'Uruguay et la Colombie lors des qualifications au Mundial 1982. 
Chumpitaz est sélectionné 105 fois en équipe nationale (pour trois buts inscrits), il s'agit du quatrième footballeur le plus capé au Pérou. Il est 90 fois capitaine, un record qu'il détient toujours.

## Statistiques
- 105 sélections et 3 buts avec l'équipe du Pérou entre 1965 et 1981.
- Capitaine du Pérou à 90 occasions, de 1968 à 1981[réf. nécessaire].
- 65 buts et 456 matchs en première division.
- 8 buts et 74 matchs en Copa Libertadores.

### En sélection nationale
| Saison                | Sélection             | Phases finales        | Phases finales | Phases finales | Éliminatoires CDM | Éliminatoires CDM | Matchs amicaux | Matchs amicaux | Total | Total |
| Saison                | Sélection             | Compétition           | M              | B              | M                 | B                 | M              | B              | M     | B     |
| --------------------- | --------------------- | --------------------- | -------------- | -------------- | ----------------- | ----------------- | -------------- | -------------- | ----- | ----- |
| 1964-1965             | Pérou                 | -                     | -              | -              | 4                 | 0                 | 1              | 0              | 5     | 0     |
| 1966-1967             | Pérou                 | -                     | -              | -              | -                 | -                 | 1              | 0              | 1     | 0     |
| 1967-1968             | Pérou                 | -                     | -              | -              | -                 | -                 | 2              | 0              | 2     | 0     |
| 1968-1969             | Pérou                 | -                     | -              | -              | -                 | -                 | 13             | 1              | 13    | 1     |
| 1969-1970             | Pérou                 | Coupe du monde 1970   | 4              | 1              | 4                 | 0                 | 10             | 0              | 18    | 1     |
| 1970-1971             | Pérou                 | -                     | -              | -              | -                 | -                 | 1              | 0              | 1     | 0     |
| 1971-1972             | Pérou                 | -                     | -              | -              | -                 | -                 | 10             | 0              | 10    | 0     |
| 1972-1973             | Pérou                 | -                     | -              | -              | -                 | -                 | 9              | 0              | 9     | 0     |
| 1973-1974             | Pérou                 | -                     | -              | -              | 1                 | 0                 | -              | -              | 1     | 0     |
| 1974-1975             | Pérou                 | Copa América 1975     | 9              | 0              | -                 | -                 | 2              | 0              | 11    | 0     |
| 1976-1977             | Pérou                 | -                     | -              | -              | 6                 | 0                 | 2              | 0              | 8     | 0     |
| 1977-1978             | Pérou                 | Coupe du monde 1978   | 6              | 0              | -                 | -                 | 6              | 0              | 12    | 0     |
| 1978-1979             | Pérou                 | -                     | -              | -              | -                 | -                 | 2              | 0              | 2     | 0     |
| 1979-1980             | Pérou                 | Copa América 1979     | 2              | 0              | -                 | -                 | 4              | 1              | 6     | 1     |
| 1980-1981             | Pérou                 | -                     | -              | -              | 1                 | 0                 | 1              | 0              | 2     | 0     |
| 1981-1982             | Pérou                 | Coupe du monde 1982   | -              | -              | 3                 | 0                 | 1              | 0              | 4     | 0     |
| Total sur la carrière | Total sur la carrière | Total sur la carrière | 21             | 1              | 19                | 0                 | 65             | 2              | 105   | 3     |

### Buts en sélection
| Buts en sélection de Héctor Chumpitaz | Buts en sélection de Héctor Chumpitaz | Buts en sélection de Héctor Chumpitaz | Buts en sélection de Héctor Chumpitaz | Buts en sélection de Héctor Chumpitaz | Buts en sélection de Héctor Chumpitaz | Buts en sélection de Héctor Chumpitaz |
|                                       | Date                                  | Lieu                                  | Adversaire                            | Score                                 | Résultat                              | Compétition                           |
| ------------------------------------- | ------------------------------------- | ------------------------------------- | ------------------------------------- | ------------------------------------- | ------------------------------------- | ------------------------------------- |
| 1.                                    | 18 juin 1969                          | Estadio Nacional, Lima (Pérou)        | Colombie                              | 1-1                                   | 1-1                                   | Amical                                |
| 2.                                    | 2 juin 1970                           | Estadio Nou Camp, León (Mexique)      | Bulgarie                              | 2-2                                   | 3-2                                   | CM 1970                               |
| 3.                                    | 10 octobre 1979                       | Estadio Nacional, Lima (Pérou)        | Paraguay                              | 1-1                                   | 2-3                                   | Amical                                |

## Palmarès

### En club
| Universitario de Deportes - Championnat du Pérou (5) : - Champion : 1966, 1967, 1969, 1971 et 1974. - Copa Libertadores : - Finaliste : 1972. |  | Sporting Cristal - Championnat du Pérou (3) : - Champion : 1979, 1980 et 1983. |

#### En équipe nationale
Pérou
- Copa América (1) :
  - Vainqueur : 1975.
- Coupe du monde :
  - Quart de finaliste : 1970 et 1978.

### Distinctions
- Élu meilleur défenseur de l'Amérique du Sud en 1969 et 1971[réf. nécessaire].
- Capitaine de la Sélection de l'Amérique en 1973[9].
- Élu 5e défenseur sud-américain du siècle pour IFFHS en 2004.
- 32e du classement IFFHS de 2004 des défenseurs buteurs les plus prolifiques dans les championnats de première division.
- 35e du classement des meilleurs footballeurs sud-américain du siècle selon l'IFFHS en 2004.
- Nommé dans le onze idéal de l'Amérique du Sud 1958-2008, réalisé par Sports Illustrated.
- Sélection historique de la Copa América[4].
- Inclus dans le top 100 des meilleurs joueurs de l'histoire de la Coupe du monde par la FIFA en 2018[3].